# 6959 Mikkelkocha
A 6959 Mikkelkocha (ideiglenes jelöléssel 1988 VD1) a Naprendszer kisbolygóövében található aszteroida. Poul Jensen fedezte fel 1988. november 3-án.